# Deh-e Lūlū
Deh-e Lūlū (persiska: Lo’lo’, Deh Lo’lo’, ده لولو) är en ort i Iran.   Den ligger i provinsen Kerman, i den östra delen av landet, 800 km sydost om huvudstaden Teheran. Deh-e Lūlū ligger 1 971 meter över havet och antalet invånare är 307.
Terrängen runt Deh-e Lūlū är kuperad åt sydväst, men åt nordost är den bergig.Runt Deh-e Lūlū är det glesbefolkat, med 13 invånare per kvadratkilometer. Deh-e Lūlū är det största samhället i trakten. Omgivningarna runt Deh-e Lūlū är i huvudsak ett öppet busklandskap.